# 伊丹康勝
伊丹 康勝（いたみ やすかつ）は、江戸時代前期の旗本、大名、勘定奉行。甲斐徳美藩の初代藩主。

## 生涯
天正2年（1575年）、当時武田勝頼の重臣であった伊丹康直（雅勝）の三男として駿河清水で生まれる。伊丹氏は元々、摂津国の国人であり、祖父にあたる元扶の時、管領・細川氏の権力闘争に巻き込まれ、居城の摂津伊丹城が落城。その子であった父・康直は各地を転々と流浪したのち、正室の縁（康勝の母方にあたる岡部氏）を頼りに今川氏の家臣となっていたが今川氏の没落後は武田氏に仕えていた。のちに武田氏が織田信長による甲州征伐で滅ぼされると徳川家康の家臣となり、康勝も幼少期から家康に仕えた。名前の「康」の字も家康から偏諱を受けたものと推測される（「勝」の字は父の初名・雅勝より）。

### 異例の昇進
1586年（天正14年）、家康の三男（嫡子）・秀忠に出仕する。1605年（慶長10年）に秀忠が将軍職を襲職して以降は江戸での勘定頭として、駿府城での松平正綱とともに幕府の財政政策に携わり、佐渡奉行をはじめ天領の管理も担当した。
1615年（元和元年）、徳川秀忠は大坂の陣からの帰途、近江国石部宿から三上山の荒廃状況を検分、勘定奉行であった康勝に植林と保護を指示した。康勝は住民に稚苗を育成させ、1619年（元和4年）からアカマツ、クリ、アオギリなどの植林を行った。
1622年（元和8年）の本多正純改易では上使として山形に赴き、正純の詰問に成功。正純失脚の一役を担った。寛永元年（1624年）には新将軍徳川家光に属した。1633年（寛永10年）2月には、徳川忠長改易後の甲斐に入り、甲府城番を担当し、同時に3,000石の加増を受けて大名に列し、徳美を居所とした。

### 失脚
勘定奉行の身ながら老中並みに幕閣の中枢に参与した。秀忠付の老職・土井利勝の後ろ盾を得て辣腕を振るったが、その立場を利用して大名家へ金を貸し付けたり、自らの縁故者を要職に就けたりと専横が目立つようになった。それを見兼ねた家光は、寛永10年（1633年）9月、松平正綱とともに勘当を言い渡し、事実上失脚させた（表向きの理由は旗本への知行地配分の失敗）。寛永11年（1634年）5月に天海の口添えで赦免されて復職するものの、以前の如く数多の職掌を兼ねることはなかった。
承応2年（1653年）6月3日に死去した。享年79。跡を長男の勝長が継いだ。